# Smldinec křídlatý
Smldinec křídlatý (Dioscorea alata), pocházející z jihovýchodní Asie se vyznačuje v rámci smldinců největšími hlízami, které mohou dosáhnout až 10 kg. Druh je rozšířen ve vlhčích tropech. V USA se šíří jako plevel.

## Druhy
Dělí se na 2 skupiny:
- „vodní jam“ - načervenalé listy a stonky
- zelené listy a stonky

Ve Vietnamu se nazývá „Cai mo“, nebo „Cu cam“.
Existují stovky kultivarů této plodiny, které se liší jak barvou, tak konzistencí dužniny.

## Gastronomie
Její upotřebení v kuchyni je podobné jako u batátů anebo brambor. Připravují se z ní pudinky, smaženky nebo se vaří.
Některé jamy se musí vařit, aby je bylo možné bezpečně konzumovat. V syrovém stavu totiž obsahují přírodní substance, které mohou po požití způsobit zdravotní potíže.